# Ту-135
Ту-135 — проєкт радянського надзвукового бомбардувальника, розроблений ОКБ Туполєва, наприкінці 1950-х — початку 1960-х.
В 1958 році в КБ Туполєва почалась робота по створенню стратегічної ударної системи. Аналогічний проєкт під назвою М-56 розроблявся в КБ Мясіщева. Роботи в КБ Туполєва велись під керівництвом С. М. Єгера. До осені 1960 велись пошукові дослідження. Попередні проєкти в основному повторювали варіанти проєктів амириканського літака North American XB-70 Valkyrie.

## Історія Створення

### Проєктування
3 жовтня 1960 року, КБ Мясіщева було передано в якості філіала в КБ Челомея звільненого від робіт по проєкту М-56. КБ Туполєва повинно було за 3 місяці представити пропозицію по дальньому надзвуковому літаку-носію і дальньому надзвуковому літаку-носію. Серійне виробництво майбутнього літака мало б бути на заводі № 22 в Казані. Проєкт отримав назву «літак -135».
Протягом 5 років проходила робота по вибору основних параметрів систем та літака-носія, також були переглянуті різні варіанти аеродинамічних схем під різні типу двигунів. В роботі широко застосовувались надані матеріали по проєкту з КБ Мясішева. Також був вивчений досвід по створенню американського XB-70. В 1962 році в КБ Туполєва з КБ Мясіщева, був переведений Л.Л. Селяков, один з керівників проєктів М-50, М-52 та М- 56. Задумувалось покласти на нього розробку проєкту «135».
Число двигунів в різних варіантах проєкту було від 4 — 6. Також розглядалась можливість створення літака з атомною силовою установкою. Було переглянуто 14 варіантів моделей літака, з них 6 схем крила перевірялись в ЦАГІ, більше десятка варіантів розміщення двигунів, п'ять варіантів профіля крила. В результаті розробки зупинились на схемі «Качка» з плаваючим переднім горизонтальним оперенням, трикутним крилом з перемінною стрілоподібністю по передньому краю, одним кілем та двома спареними мотогондолами. Така схема давала високі аеродинамічні якості на різних режимах польоту. Пропозиції проєктантів були підтверджені дослідженнями ЦАГІ.
Літак мав використовувати крилаті та балістичні ракети повітряного базування. В комплексі навінаційно-пілотажного та прицільного обладнання мали використовуватися новітні досягнення радянської радіоелектроніки.
Передбачалося, що літак зможе досягати максимальної швидкості 3000 км/год (2,82 Мах) та крейсерську швидкість 2500—2650 км/год(2,35-2,5 Мах). Це дозволяло б використовувати дюралеві сплави, прибігаючи до використання теплостійких матеріалів тільки в найбільш навантажених частинах конструкції літака. Було можливо використовувати звичні авіаційні матеріали та технології, щоб дозволило вдвічі скоротити час на проєктування та виробництво.
Силова установка складалась з двоконтурних турбовентиляторних двигунів НК-6, це давало можливість збільшити дальність польоту на 10-20 % в звичайному польоті та на 30-40 % на дозвукових та змішаних режимах, а також можливість тривалого польоту на малих висотах, порівняно з іншими варіантами двигунів. Крім того, такі ж двигуни та основні агрегати використовувались в Ту-22, та деяких пасажирських літаках. Уніфікація двигунів скорочувала витримки розробки та експлуатації.
Варіант проєкту прийнятий до реалізації мав площу крила 400—450 м² та взлітну масу 160—200 тонн. Планувалось досягти практичної дальності польоту 8000 —10 000 км, або 12 000 км з однієї дозаправкою на крейсерському польоті (2650 км/год). На швидкості 920 км/год, максимальна дальність мала бути близько 12 000—13 000 км, а з однією дозаправкою 14 000— 15 000 км, а при польоті на малих висотах — близько 6000 км. Проєкт пасажирського варіанту мав назву «135П», та був розрахований на 6500 км в надзвуковому польоті, що давало можливість безпосадкового польоту з СРСР до США. Для експлуатації на аеродромах з грантовим покриттям, або слабким бетонним покриттям літак мав був обладнаний багатоколісним, або лижно-коліним шасі.

### Можливі задачі
Проєкт цього літака передбачав створення на його базі багатоцільової системи для вирішення широкого спектру завдань: Пошук та знищення авіаносних з'єднань, транспортних кораблів та конвоїв. Для цього літак мав 2-4 крилаті ракети, або балістичні ракети з дальністю 500—600 км. Радіус дії мав складати 5000 км, а з дозаправкою 6000 км.
Пошук та знищення кораблів-носіїв ракетного озброєння та ракетних підводних човнів стратегічного призначення на великій відстані, перевищуючи дальність пуску їхніх ракет. При цьому літак мав мати час барражування на віддалені 2000 км — 8 годин, 3000км — 5,5 годин, на 4000км — 2,7 годин. Літак мав мати пошуково-ударну, протикорабельну та протичовнову чистими на основі крилатих та балістичних ракет, протичовнових бомб і торпед.
- Порушення, або зірвання військово-транспортних перевезень. Для цього «135-й» мав радіолокаційну станцію та озброювався 4-6 ракетами повітря-повітря. Час баражування в цьому випадку дорівнювало такому як для попередньої задачі. Інформація про виліт потенційних цілей приходила б від супутникових розвідувальних систем.
- Ведення повітряної, радіолокаційної, радіотехнічної, фотографічної та спеціальної розвідки на надзвукових швидкостях в радіусі 5000 км, з дозаправкою 6500, на дозвукових швидкостях 6000—6500, та 7000—7500 км. З ціллю збільшення радіуса дії, ефективності та стійкості до засобів ППО, під літак прикріплювався літак-розвідник.
- Знищення малорозмірних стратегічних цілей, що знаходиться під прикриттям потужних систем ППО та ПРО з польотом до цілі та назад в зонах їх дії на малих висотах. В цьому випадку радіус дії мав складати 3000 км, літак озброювався двома крилатими, або балістичними ракетами з дальністю 150—350 км та ядерними боєприпасами.
- Знищення стратегічних цілей на дальності 7500 км. Для цих цілей літак міг використовувати балістичні ракети з дальністю 4000 км. Остання задача розглядалась як допоміжна.

Стратегічними для літака були задачі по завданню другого удару та нанесення ударів по малопомітних гарно захищеним цілям: шахти міжконтинентальних ракет, підземні центри керування та забезпечення. Універсальність чистими дозволяла знизити витрати на її створення та експлуатацію.

### Закриття проєкту
М.С Хрущов взяв курс на закриття перспективних робіт в авіаційній галузі в користь МБР. Не забороняючи подальшу розробку проєкту, він запропонував збільшити крейсерську швидкість до 3000км/год. Одночасно завдання на однорежимний літак для боротьби з авіаносними групами отримало КБ Сухого (Який почав розробляти проєкт Т-4) та Яковлева (Як-35).
В липні 1962 року проєкт був розкритикований через велику злітну вагу (190 тонн) та малу крейсерської швидкості (2500 км/год, замість 3000 км/год). Туполєв відповідав, що з точки зору економії ресурсів вигідніше будувати один тип літака Ту-135, який здатен вирішувати стратегічні задачі та задачі дальньої авіації з радіусом 3000-3500 км. При цьому на цій дальності зниження швидкості до 2500 км /год замість 3000км/год збільшує час польоту всього на 12 хвилин. «135-й» міг нести 4-6 ракет замість 2 в проєктах П. О. Сухого та О.С Яковлева.
У вересні того ж року мали бути підбиті підсумки. Туполєв, розуміючи, що проєкт буде знято з конкурсу, доручив своєму КБ підготувати для участі в ньому Ту-125, який розроблявся для заміни Ту-22. Але Ту-125 не пройшов конкурс через неопрацьованість проєкту.
У грудні 1963 року розробку проєкту було припинено на користь Т-4, а до середини 1960-х остаточно згорнуто. Основними причинами були: Відмова ВПС від однорежимного стратегічного літака-носія на користь багаторежимного універсального носія зі змінною стріловидністю крила (у США відбувалися аналогічні процеси — там відмовилися від В-70 і почали працювати над проєктом В-1).
Конструктивні проблеми під час проєктування.
Висока вартість системи.
Багато технічних рішень які були створені під час розробки

## Технічні характеристики

### Розміри
- Довжина — 50,7 м;
- Висота — 10,7 м;
- Розмах крила — 34,8 м;
- Площа крила — 417 м²;
- Злітна маса — 175—205 тонн;

### Силова установка
- Число двигунів — 4;
- Двигуни — ДТРДФ НК-6;
- Максимальна злітна тяга двигунів — 23500 кгс;

### Льотні характеристики
Швидкість польоту:
- крейсерська — 2650 км/год (2,5 М);
- максимальна — 3000 км/ч (2,82 М);
- Практична стеля — 19000-22000 м;

Практична дальність польоту:
- на надзвуці (2650 км/год) — 7800-8000 км;
- максимальна — 10000 км;
- з однією дозаправкою — 12000 км;
- дозвукова (920 км/ч) — 12000-13000 км:
- З однією дозаправкою — 14000-15000 км;
- на малих висотах — 6000 км;
- Практичний радіус дії з ракетою Х-22— 4400 км;
- Довжина розбігу — 1800 м;

### Озброєння
Крилаті ракети:
- Х-22 — 4-6 шт.;
- Х-45 — 2-4 шт.;

Балістичні ракети — 2-4 шт.;
Ракети «повітря-повітря» — 4-6 шт.

## Можливі варіанти двигунів
Для літака «135» розглядались наступні варіанти двигунів:
- НК-6 (максимальна злітна тяга — 23000—23500 кг, витрата палива в крейсерському польоті — 1,5—1,7 т/год)
- НК-6Б (22480 кг; 1,5-1,5-1,75 т/год);
- НК-6В (18700 кг; 1,7-1,9 т/год);
- НК-6С (22500 кг; 1,6-1,7 т/год)
- НК-10 (24000 кг; 1,4-1,6 т/год);
- Р15Б-300 (15000 кг; 1,8 т/год);
- Р23-300 (21000 кг; 1,6-1,75 т/год);
- ВД-19Р (13500 кг; 2,0-2,5 т/год);
- Р17-117 (17000 кг; 1,7-1,1,8 т/год),
- Також розглядалась можливість використання Ядерної силової установки (ЯСУ)